# Ludwik Falk
Ludwik Falk (ur. 30 września 1872 w Lipawie (Łotwa), zm. ?) – lekarz łódzki pochodzenia żydowskiego.

## Rodzina
Syn Józefa, kupca i działacza społecznego i Szyfry Michelson. 

## Nauka i studia
Po ukończeniu gimnazjum i szkoły muzycznej w Lipawie studiował na uniwersytecie w Dorpacie i Uniwersytecie w Berlinie, gdzie w 1897 r. uzyskał tytuł doktora medycyny. Przez pewien czas był asystentem w klinice słynnego dermatologa i wenerologa prof. Alberta Neissera we Wrocławiu.

## Praca zawodowa i służba wojskowa
Przybył do Łodzi i tu rozpoczął prywatną praktykę lekarską. Wkrótce jednak został powołany do służby wojskowej - uczestniczył jako lekarz wojskowy w wojnie rosyjsko-japońskiej (1904–1905). 
Po demobilizacji przybył do Łodzi i wspólnie z Zygmuntem Golcem i Stanisławem Jelnickim, założył przy ul. Wólczańskiej 36 prywatną lecznicę chorób skóry, dróg moczowych i chorób wenerycznych. W 1910 r. przywiózł z Frankfurtu nad Menem wynaleziony przed rokiem przez Paula Ehrlicha preparat krętkobójczy salwarsan „606”, stanowiący przełom w leczeniu chorób wenerycznych. 
Oprócz typowej działalności leczniczej prowadzono w lecznicy także swoiste badania profilaktyczne - „badanie mamek i służby na syfilis z wydaniem odpowiednich świadectw”. 
Po wybuchu I wojny światowej został ponownie zmobilizowany, służył w armii rosyjskiej na froncie wschodnim.
Po demobilizacji od 1918 r. znów praktykował jako lekarz w Łodzi. 

## Działalność społeczna
Oprócz pracy zawodowej udzielał się społecznie, m.in. jako współzałożyciel i wieloletni wiceprzewodniczący Łódzkiego Żydowskiego Towarzystwa Muzycznego i Literackiego „Hazomir” (1906–1910), Łódzkiego Żydowskiego Towarzystwa Gimnastyczno-Sportowego oraz Komitetu Wykonawczego Centralnego Związku Żydowskich Towarzystw Gimnastyczno-Sportowych Rzeczypospolitej Polskiej w Łodzi. 
Uczestniczył aktywnie w towarzystwie dobroczynnym „Linas Hacedek”. 

## Działalność dziennikarska
Pisywał do gazet; był recenzentem muzycznym łódzkiej gazety „Neue Lodzer Zeitung”, publikował też w berlińskim czasopiśmie „Die Musik”. Zamieszczał też liczne artykuły naukowe z dziedziny medycyny, głównie w niemieckiej prasie fachowej. 

## Adresy zamieszkania
W 1920 i 1937 r. mieszkał przy ul. Nawrot 7.
W getcie łódzkim był członkiem II Rady, ukonstytuowanej w lutym 1940 r. Data i miejsce śmierci nieznane.
Żonaty z Julią Klein, ur. 10 czerwca 1885 r. w Mitawie. W getcie łódzkim mieszkali przy ul. Franciszkańskiej 107.